# Antonio Ramos Gordillo
Antonio Sebastián Ramos Gordillo (Gáldar, 3 de septiembre de 1957) es un docente y doctor en Medicina español, especialista en la lucha contra el dopaje en el deporte. Su labor en este ámbito ha sido reconocida por el Premio de Canarias al Deporte 2015, que concede el Gobierno de Canarias, así como con la Medalla de Plata al Mérito Deportivo 2007 que otorga el Consejo Superior de Deportes y la distinción Roque Nublo de Plata al Deporte del Cabildo Insular de Gran Canaria.

## Trayectoria profesional
Licenciado en Medicina por la Universidad de La Laguna, es diplomado en Dirección y Gestión Médica de Hospitales por el Instituto de Salud Carlos III, de Madrid, y Doctor en Medicina por la Universidad de Las Palmas de Gran Canaria, así como Médico Especialista en Medicina de la Educación Física y del Deporte. Es profesor titular de la Universidad de Las Palmas de Gran Canaria (ULPGC) y vicerrector de Estudiantes y Deportes de la misma universidad. Desde 2016, es académico correspondiente de la Real Academia de Medicina de Canarias desde 2016.
Su actividad médica profesional ha estado vinculada al estudio del dopaje y sus efectos nocivos en la salud de las personas que practican deportes. De hecho, desde 1991, ostenta la presidencia de la Comisión Antidopaje de Canarias, órgano colegiado del Gobierno de Canarias encargado de informar acerca del uso de sustancias prohibidas y asesorar sobre los posibles efectos nocivos que sobre la salud de sustancias prohibidas. Además, ha sido miembro de la Subcomisión nacional de Divulgación de Dopaje-Comisión Nacional Antidopaje y de la Subcomisión Nacional de Reglamentación de Dopaje.
Ha participado en una treintena de proyectos de investigación sobre la lucha contra el dopaje y es autor de diversos libros sobre dopaje y deporte, actividad física y salud y sobre Medicina de la Educación Física y el Deporte. Como especialista en este ámbito, ha publicado numerosos artículos y ponencias en revistas nacionales e internacionales.

## Reconocimientos
Su trabajo como especialista en medicina del deporte fue reconocido en 2007 por el Consejo Superior de Deportes, órgano dependiente del Ministerio de Cultura y Deportes, que le concedió la Medalla de Plata de la Real Orden al Mérito Deportivo. En julio de 2010, recibió la Medalla de Oro de la Ciudad otorgado por el Ayuntamiento de Gáldar en reconocimiento a su trabajo en el campo de la medicina deportiva.
En junio de 2014, Ramos fue galardonado por el Premio de Honor de los LVI Premios Gran Canaria Actividad Física y Deportes Jesús Telo, que concede el Cabildo Insular de Gran Canaria. Al año siguiente, en 2015, se le otorgó el Roque Nublo de Plata al Deporte, distinción que concede el Cabildo Insular de Gran Canaria. También, ese mismo año, el Gobierno de Canarias le otorgó el Premio de Canarias al Deporte.
En diciembre de 2020, se le reconoció su labor docente con el Premio Docentia que otorga la Universidad de Las Palmas de Gran Canaria en distinción de la calidad de la trayectoria docente.
Ha recibido, además, diversos premios y distinciones de universidades y asociaciones deportivas como de la Federación de Lucha Canaria y del Colegio Canario de Árbitros de Fútbol de Las Palmas, entre otros reconocimientos.

## Publicaciones
- 1999 – La lucha contra el doping como objetivo de salud, con Cecilia Rodríguez Bueno y Luis Apolinario Rodríguez, Gobierno de Canarias. ISBN 978-84-920726-9-9.
- 1999 – Introducción a la Medicina de la Educación Física y el Deporte (Tomo I), con Ricardo Navarro García y José Antonio Ruiz Caballero, Editorial Gymnos. ISBN 978-84-8013-202-7.
- 2000 – Aspectos higiénico-preventivos, nutricionales, farmacológicos y psicológicos del entrenamiento deportivo, con Gonzalo Marrero Rodríguez y Sergio Martín Correa, Gobierno de Canarias. ISBN 978-84-930562-2-7.
- 2000 – Dopaje y deporte. Antecedentes y Evolución,  Servicio de Publicaciones y Difusión Científica de la ULPGC.  ISBN 978-84-89728-27-1.
- 2001 – Introducción a la Medicina de la Educación Física y el Deporte (Tomo II), con Ricardo Navarro García, José Antonio Ruiz Caballero, Estrella Brito Ojeda, Juan Manuel García Manso y Manuel Navarro Valdivielso, Editorial Gymnos. ISBN 84-8013-293-0.
- 2003 – Actividad física e higiene para la salud, Servicio de Publicaciones y Difusión Científica de la ULPGC, ISBN 978-84-96131-22-4.
- 2005 – Deporte y ciencia, con Francisco González Romero y Josué Talón Ramírez, Gobierno de Canarias, ISBN 978-84-930562-1-6.